# Битва при Левенце
Битва при Левенце (фр. Bataille de Léva) — сражение, произошедшее 20 июля 1664 года в ходе Австро-турецкой войны (1663—1664) на территории Словакии, в 49 км к северу от Грана.

## Перед сражением
В начале 1664 года имперская армия была разделена на три корпуса: на юге 17 000 венгерско-хорватских войск под командованием Миклоша Зриньи. В центре находилась главная армия Раймондо Монтекукколи численностью 28 500 человек, которая должна была остановить 100-тысячную армию великого визиря Кёпрюлю Фазыла Ахмеда. Третий корпус состоял из 8500 человек под командованием  фельдмаршала графа Луи Радюи де Суше на севере. Армия Суше сначала 3 мая завоевала Нитру, а затем 16 мая нанесла поражение османам под командованием Мехмета Кучука возле Жарноки.
После овладения австрийскими войсками де Суше 10 июля 1664 года Левице, турецкая армия Али-паши, сосредоточившись в окрестностях Нейгейзеля, осадила Левице. Для снятия осады крепости де Суше, сосредоточив во Фрайштадте 12 тысяч человек, 16 июля двинулся к Сент-Бенедикту и 20 июля до рассвета начал переправу через реку Гран, на левом берегу которой стояли 25 тысяч человек великого визиря Фазыла Ахмед-паши. Но эта османская армия, состоявшая в основном из нерегулярных войск, не могла сравниться с хорошо организованными имперскими батальонами мушкетеров, защищенными фалангой копейщиков.

## Ход сражения
По прошествии 2-х часов весь австрийский корпус оказался на противоположном берегу. Де Суше спрятал часть своих войск, чтобы спровоцировать османское нападение. Турки при появлении австрийцев спустились с высот с намерением охватить фланги противника. 
Генерал Капрара с венгерскими эскадронами не выдержал их напора и начал отходить назад, но в эту минуту подполковник Глок во главе бранденбургских драгун врезался в турецкие ряды и дал тем самым Капраре возможность атаковать турок. Де Суше поддержал его отрядом пехоты и 4-мя opудиями, и левый турецкий фланг был отброшен назад. На правом фланге генерал Гейстер, несмотря на численное превосходство противника, отбил все его атаки. Янычары начали решительную атаку на австрийский центр, но пехота герцога Голштинского, поддержанная кавалерией Книгге, опрокинула их и отбросила на главную дорогу к Левице. 
Турецкая армия обратилась в бегство, оставив до 6 тысяч погибших на поле боя, оружие, в том числе одиннадцать крупных артиллерийских орудий, и обоз. Командир Али-паша погиб во время разгрома.

## Результаты
Эта победа была стратегически важной, особенно с учетом возможности сжечь мост через Дунай в Паркани (Гоккерн), тем самым изолировав верхнюю Венгрию от любых дальнейших турецких вторжений. Но в конце концов из этого ничего не вышло, когда после еще большей победы в битве при Сентготхарде император Леопольд I, к возмущению венгерской знати, заключил неблагоприятный для империи Вашварский мир.